# 吉崎ひな
吉崎 ひな（よしざき ひな、1998年10月15日 - ）は、日本の元女子バレーボール選手である。

## 来歴
鹿児島県鹿児島市出身。姉の影響で小学3年生からバレーボールを始める。
鹿児島女子高等学校を経て、2017年、9人制の鹿児島銀行レジオンウィングスに入団。
2021/22シーズン、V.LEAGUE DIVISION1 WOMEN（V1女子）に所属するヴィクトリーナ姫路に入団した。
2022/23シーズンにV1女子の試合に出場し、Vリーグデビューを果たした。
2023年、2022-23シーズンをもって現役を引退した。

## 所属チーム
- 鹿児島女子高等学校（2014-2017年）
- 鹿児島銀行レジオンウィングス（9人制、2017-2022年）
- ヴィクトリーナ姫路（2022-2023年）